# Ernst Horn (Musiker)

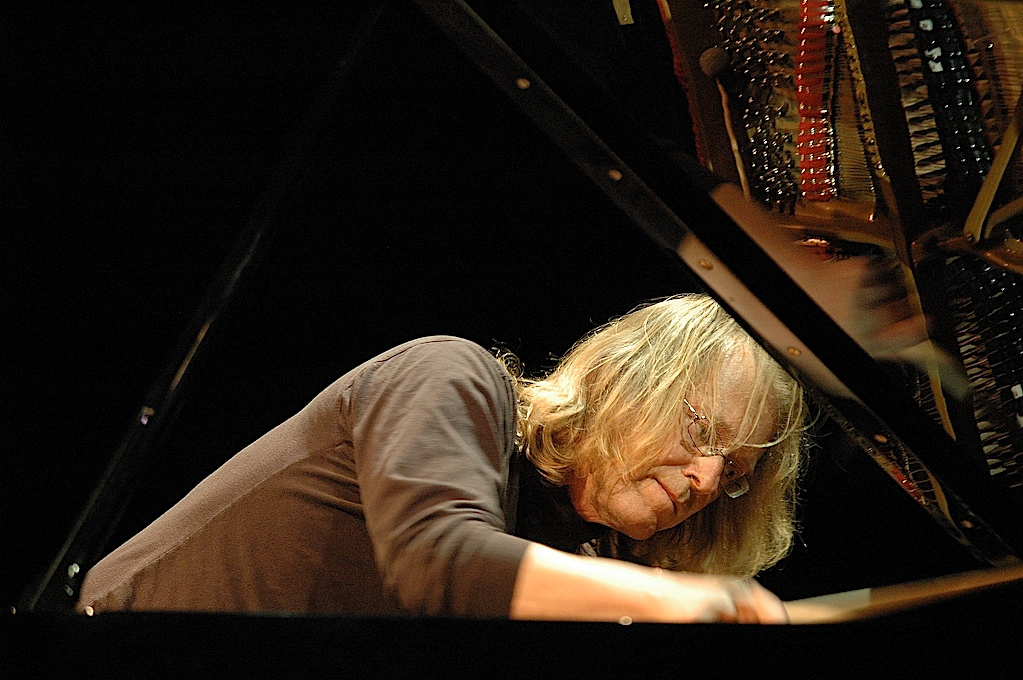
Ernst Horn mit Präpariertem Klavier (Akustikauftritt), 29. April 2006, Berlin, Neue Nationalgalerie / Salon Noir

Ernst Horn (* 1949 in München) ist ein deutscher Musiker. Er war maßgeblich an der Gründung der Bands Deine Lakaien, Qntal und Helium Vola beteiligt.

## Leben und Werk

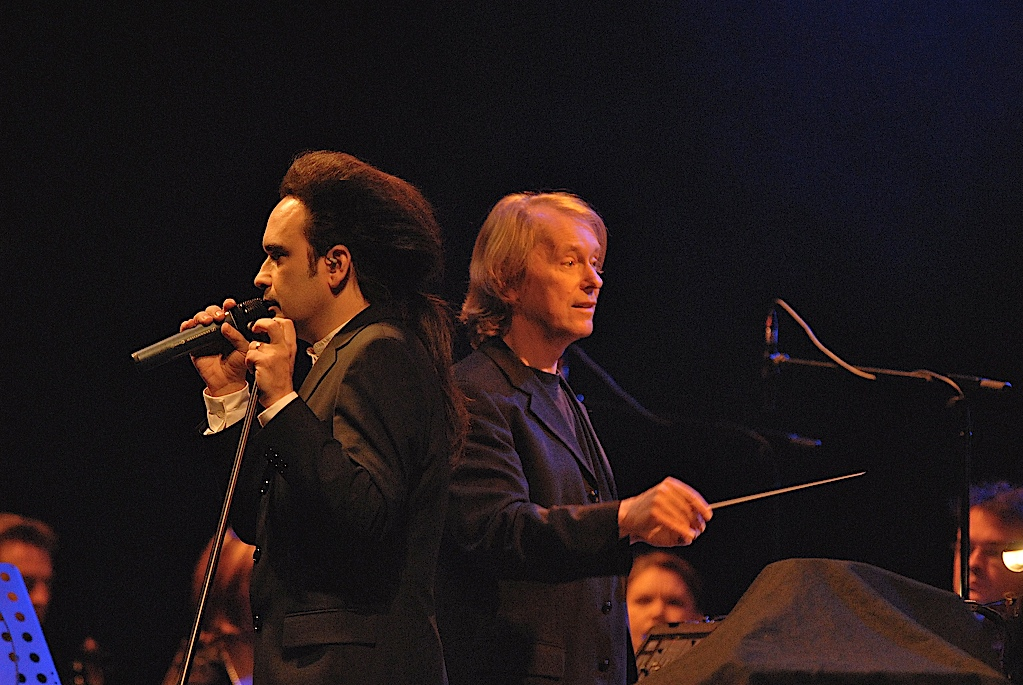
Konzert der Band Deine Lakaien: Alexander Veljanov (links) und Ernst Horn (rechts), Berlin 2007

Ernst Horn studierte Dirigieren, Klavier und Schlagzeug an den Musikhochschulen München, Freiburg im Breisgau und Hamburg und arbeitete als Kapellmeister an den Staatstheatern Karlsruhe und Oldenburg sowie als Theaterpianist und -komponist am Bayerischen Staatsschauspiel in München. 1985 gab er seine Dirigenten-Karriere auf, um jenseits des Operngeschäfts als Komponist und Spezialist für elektronische Musik Fuß zu fassen. Mit Alexander Veljanov gründete er noch im selben Jahr Deine Lakaien. Die Band ist sein bisher bekanntestes Projekt und erfährt über die deutschen Landesgrenzen hinaus Bekanntheit und große Anerkennung. Ernst Horn ist neben seinem Hauptberuf als Musiker und Komponist elektronischer Musik auch als Theatermusiker und Komponist für Hörspiele tätig. Ein weiteres seiner Projekte ist Helium Vola.
Mit seinen elektronischen, stets strukturierten Kompositionen hat Horn einen eigenwilligen Stil geschaffen, der sich deutlich vom Mainstream absetzt. So gewann er mit seiner ersten Solo-Veröffentlichung, dem Stück Einzelhaft, 1988 den Reader Tape Contest des Keyboard Magazine. Meist finden sich bei Horn elektronische Elemente in Kombination mit anderen Kompositionsstilen und/oder Samples. Ein Beispiel dafür ist das Hörspiel Greed Freedom, in dem der mittelalterliche Hymnenstil mit Sprachsamples verbunden wird. Ebenso zeigt sich in diesem Stück das Interesse von Horn, politische und gesellschaftliche Themen aufzugreifen. Ein weiteres Element, das hier verwendet wird, ist die Einbettung von Kinderstimmen. Dieses Stilmittel findet sich bei Horn immer wieder, wie z. B. auf dem Helium Vola Album Liod, oder in dem Stück Acht, das die humorvolle Seite dieses Künstlers zeigt.
In Auftragskompositionen für die Neue Philharmonie Frankfurt (Spiegelarien, 2009) und im Rahmen des Bachfestes Leipzig („B.A.C.H. – Alternative Compositions on Historical Basics“, 2012) verknüpft Horn Werke alter Meister wie G. F. Händel und J. S. Bach mit eigenen Kompositionen, deren Wurzeln in der Neuen Musik begründet sind.
Zusammen mit Ecki Stieg begab er sich 2007 auf eine ausgedehnte Lesereise und überzeugte hier als scharf beobachtender Essayist.
Seit 2010 unterstützt er das Liederprojekt von Hannah Wagner, Saeldes Sanc, als Produzent und Musiker.
Horn führt das 2007 geschlossene Label Chrom Records als Marke und Künstler-Label weiter, speziell für seine Projekte Helium Vola und Deine Lakaien.
Horn lebt und arbeitet in München-Sendling.

## Diskografie (solo)
- 1989: als Johnny Bumm:[8] Wurstsemmeln / Sauerkraut (Maxi)
- 1991: The Skies over Baghdad (Album)
- 1998: Johnny Bumm's Wake[8] (Album)
- 2003: Lili Marleen, Baghdad 2/91 (Mini-Album)

## Hörspiele
- 1994: Johann Gottfried Seume – Einige Nachrichten zu den Vorfällen in Polen im Jahre 1794 [Sendung im BR]
- 1995: Velimir Chlebnikov – Die Zukunft des Radio [Sendung im BR]
- 1997: Carlfriedrich Claus – Basale Sprech-Operationsräume (Remix) [Sendung auf Bayern 2]
- 2000: Walter Ruttmann – Sympathie für Schulze (Remix) [CD-Sampler Walter Ruttmann Weekend Remix]
- 2008: Greed / Freedom [Sendung auf Bayern 2]
- 2009: Klinik [CD Klinik / Muttersterben: Michael Lentz Hörspiele]

## Remixe
- 1994: Project Pitchfork – Renascence (Opera Mix). Auf: Project Pitchfork – Renascence (Maxi-CD).
- 1999: Wolfsheim – Heroin, She Said. Auf: Zillo Mystic Sounds 8 (Sampler).
- 1999: Das Ich – He Mensch. Auf: Das Ich – re_laborat (Album).
- 1999: Silence – Scream. Auf: Silence – Son of Sin (Maxi-CD).
- 2002: VNV Nation – Beloved. Auf: VNV Nation – Beloved.1 (Maxi-CD).
- 2006: Silence – Scream, Greeneyes. Auf: Silence – Key (Kompilation).

## Weitere Stücke
- 1988: Ernst Horn – Einzelhaft (Keyboard Soundpage Contest Winner) [Vinyl, 7″ Flexi-disc]
- 1995: Ernst Horn – Acht [CD-Sampler Dem Rhythmus sein Bruder]
- 2000: Ernst Horn – The Cliffs Of Norway [CD-Sampler Subout by Waldorf]
- 2002: Dracul feat. Ernst Horn – Leben [CD-Sampler Nachtschwärmer 5]

## Arbeiten als Produzent
- 1998: Estampie – Materia Mystica [CD-Album]
- 2017: Saeldes Sanc: THANK YOU FOR THE TRAGEDY [Studio-Album, Prosodia Records][9]